# Nils Adolph Humble
Nils Adolph Humble, född 13 augusti 1763 på Flugebo i Trehörna socken, Östergötlands län, död 26 maj 1813 i Karlskrona, var en svensk landshövding i Blekinge län.
Humble, som tillhörde en släkt Humble från Trehörna, var son till sergeanten Magnus Humble och Margareta Helena Wallensteen. Han var landshövding i Blekinge 1812–1813 och riddare av Nordstjärneorden. Han dog av nervfeber 26 maj 1813 och begravdes 9 juni samma år.